# Телепорт (филм)
„Телепорт“ (на английски: Jumper) е филм от 2008 г. на режисьора Дъг Лайман.
Филмът е частично базиран на едноименния роман на Стивън Гулд.

## Актьорски състав
| Актьор            | Роля           |
| ----------------- | -------------- |
| Хейдън Кристенсен | Дейвид Райс    |
| Рейчъл Билсън     | Мили Харис     |
| Джейми Бел        | Грифин О'Конър |
| Самюъл Джаксън    | Роланд Кокс    |
| Даян Лейн         | Мери Райс      |
| Теди Дън          | Марк           |
| Майкъл Рукър      | Уилям Райс     |
| Кристен Стюарт    | Софи           |

## Награди и номинации
| Награда | Категория                        | Номиниран(и)                     | Резултат  |
| ------- | -------------------------------- | -------------------------------- | --------- |
| Сатурн  | Най-добър научнофантастичен филм | Най-добър научнофантастичен филм | номинация |
| Сатурн  | Най-добра музика                 | Джон Пауъл                       | номинация |